# Kis interferáló RNS

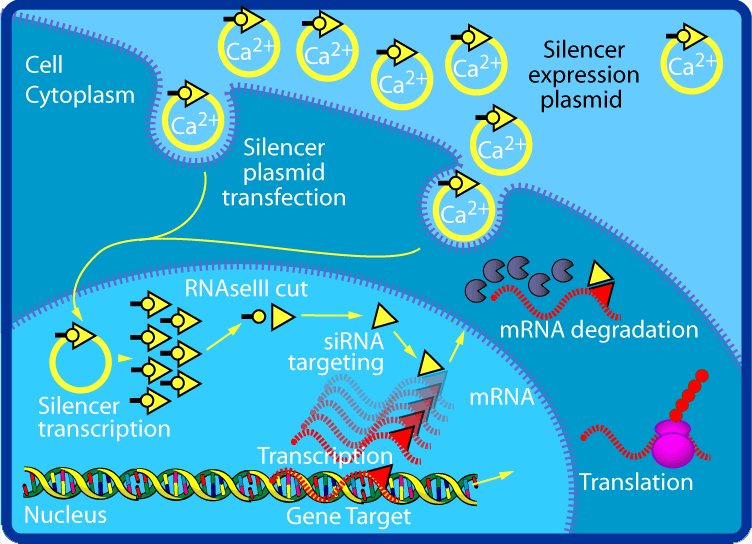
RNSi-mediáció emlőssejttenyészetben

A kis interferáló RNS (siRNS), más néven rövid interferáló RNS vagy csendesítő RNS 20–24 (általában 21) bázispár hosszú, a miRNS-hez hasonló és az RNS-interferencia-útban (RNSi) résztvevő kétszálú, eleinte nemkódoló RNS-ek osztálya. Interferál a komplementer nukleotidszekvenciájú gének expressziójával az mRNS transzkripció utáni bontásával, megakadályozva a transzlációt. 1998-ban fedezte fel Andrew Fire, a Carnegie Tudományos Intézet és Craig Mello, a Massachusettsi Egyetem dolgozója.

## Szerkezet

siRNS sematikus ábrája

A természetes siRNS-ek szerkezete jól meghatározott, rövid (általában 20–24 bp) dsRNS foszforilált 5’- és hidroxilált 3’-végekkel két túlcsorduló nukleotiddal. A Dicer katalizálja a hosszú dsRNS-ekből és shRNS-ekből való siRNS-előállításts. A sejtekbe transzfekcióval vihetők be. Mivel elvben bármely gén expressziója csökkenthető komplementer siRNS-sel, azok fontos eszközök a génfunkció ellenőrzésére és a géncélzásra.

## Történet
1998-ban Andrew Fire és Craig Mello felfedezték az RNSi-mechanizmust a Caenorhabditis elegans génexpresszióját vizsgálva. Az RNSi kutatásáért 2006-ban Nobel-díjat kaptak. A siRNS-eket és poszttranszkripciós géncsendesítésben (PTGS) játszott szerepüket növényekben fedezte fel David Baulcombe et al. a norwichi Sainsbury Laboratóriumban, és a Science-ben számoltak be róla 1999-ben. Thomas Tuschl et al. 2001-ben a Nature-ben számoltak be arról, hogy szintetikus siRNS-ek emlőssejtekben RNSi-t indukálhatnak. 2001-ben egy gén expresszióját kémiailag előállított siRNS emlőssejtekbe injektálásával csökkentették Tuschl et al. E felfedezések növelték az RNSi iránti érdeklődést az orvosi kutatás és a gyógyszerfejlesztés terén. A siRNS-terápiák jelentősen fejlődtek a szerves (szénalapú) és szervetlen (nem szénalapú) nanorészecskékkel, melyeket sikeresen használtak gyógyszerek agyba juttatásához. Azonban a humán siRNS-alkalmazás akadályai jelentősek, ezek egyike a nem specifikus hatás. Továbbá e terápiák elindíthatják a veleszületett immunitást. Az állatmodellek a válasz mértékét nem mutatják meg pontosan emberben, így a humán siRNS-terápiák tanulmányozása nehéz.
2020-tól siRNS-terápiákat fogadtak el és új módszerek jelentek meg e kihívások teljesítésében. Kaphatók elfogadott terápiák és néhány terápia elfogadásra vár.

## Mechanizmus
A természetes siRNS-ek általi transzlációrepressziós géncsendesítés mechanizmusa a következő:

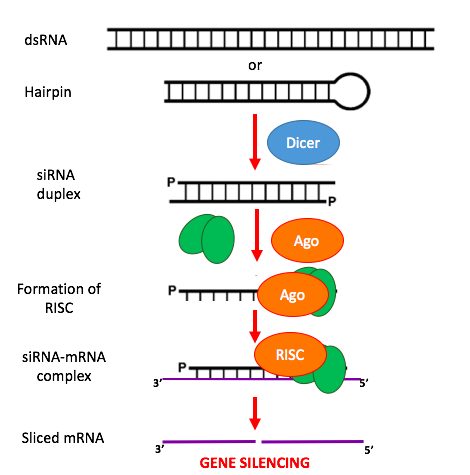
siRNS-hatásmechanizmus

1. A hajtű-, komplementer RNS-ekből vagy RNS-dependens RNS-polimerázokból származó hosszú dsRNS-t a Dicer endoribonukleáz bontja. Ez a hosszú dsRNS-t siRNS-sé bontja, így kialakulhat az RNS-indukált csendesítőkomplex (RISC).
2. Miután a siRNS a sejtbe lép, más fehérjékbe kerül, létrehozva a RISC-et
3. A siRNS a RISC-ben egyszálú siRNS-ekké alakul.
4. Az 5’-végi bázispárosodás miatt termodinamikailag kevésbé stabil szál a RISC része marad
5. A RISC része megkeresi és megtalálja a komplementer mRNS-t
6. Miután az egyszálú siRNS, a RISC része az mRNS-hez köt, annak bontását okozza.
7. Az mRNS-t a siRNS vágja, ezért a sejt hibásként érzékeli, lebontja, így nem történik meg az mRNS transzlációja aminosavakká, így a fehérjeképzés se. Így az mRNS-t kódoló gén csendesül.

A siRNS a miRNS-hez hasonlít, azonban utóbbiak rövidebb tőköri RNS-ekből származnak. A miRNS-ek elsősorban transzlációrepresszióval hatnak és szélesebb tartományban hatnak, míg a siRNS-ek specifikusabbak az mRNS transzláció előtti bontásával, teljes komplementaritással.

## RNSi-indukció siRNS-ekkel vagy bioszintetikus prekurzoraikkal

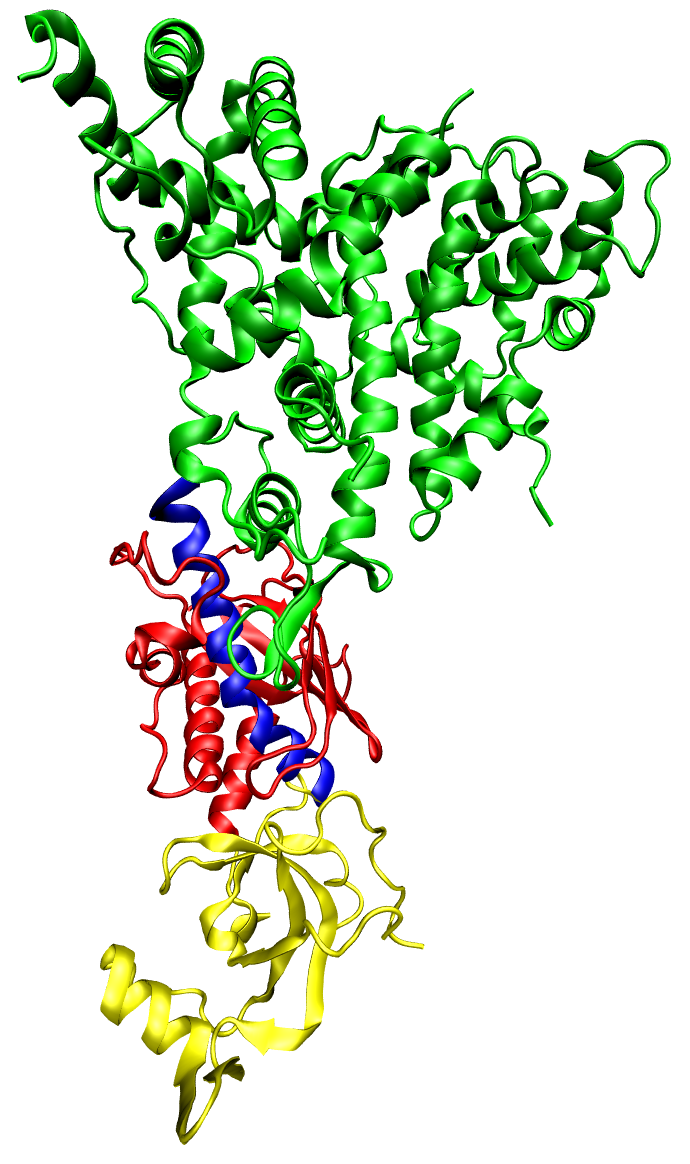
Fehérjedoménenként színezett Dicer

Az exogén siRNS-transzfekciós knockdown gyakran nem megfelelő átmeneti hatásuk miatt, különösen gyorsan osztódó sejtekben. Ez megoldható expresszióvektorral. A siRNS-szekvenciához ekkor a két szál közé kis kört adnak. Az így kapott transzkriptum a Dicer által működő siRNS-sé a szokásos módon alakítható rövid hajtű-RNS (shRNS). Gyakran a transzkripciós kazetták RNS-polimeráz III-promotert (például U6 vagy H1) használnak a kis magi RNS-ek (snRNS) transzkripciójához (az U6 a splicingban vesz részt, a H1 a humán RNáz P RNázrésze). Feltehetően az így kapott siRNS-transzkriptumot a Dicer dolgozza fel.
A génknockdown-hatékonyság növelhető sejtnyomással.
A siRNS-ek aktivitása az RNSi-ben nagyban függ a RISC-kötő képességétől. A duplex siRNS RISC-kötését a szenz szál endonukleázok általi felnyitása és bontása követi. A fennmaradó antiszenz szál–RISC komplex a cél-mRNS-ekhez köthet a transzkripciós csendesítést elindítva.

## RNS-aktiváció
A dsRNS aktiválhat is génexpressziót, ez a kis-RNS-indukált génaktiváció, röviden RNSa. A promotercélzó dsRNS-ek a megfelelő gének jelentős transzkripciós aktivációját okozhatják. Ezeket humán sejtekben szintetikus dsRNS-ekkel – kis aktiváló RNS-ekkel (saRNS) mutatták ki. Nem ismert, mennyire állandósult az RNSa más élőlényekben. One report in the Aedes aegypti mosquito has shown there is some evidence for RNAa and can be achieved by short or long dsRNAs targeting promoter regions.

## Poszttranszkripciós géncsendesítés
A siRNS-indukált poszttranszkripciós géncsendesítést a RISC összeállása indítja el. Ez a génexpressziót a célgéneknek megfelelő mRNS-ek bontásával csendesíti. A folyamat kezdetén az antiszenz vezetőszál a RISC-be kerül, a szenz utasszál lebomlik. Egyes Dicerek felelhetnek a vezetőszál RISC-be helyezéséért. Ezután a siRNS ellenőriz és a RISC-et teljesen komplementer mRNS-szakaszhoz viszi. Az mRNS-bontást feltehetően az Argonaute fehérjék Piwi-doménje katalizálja. Az mRNS ekkor pontosan válik le a célnukleotidok közti foszfodiészter-kötés lebontásával, melyek a 10. és 11. siRNS-nukleotidok közt vannak az 5’-végtől számolva. Ez mRNS-töredékeket hoz létre, melyeket az exonukleázok tovább bontanak. Az 5’-töredéket a 3’-végtől bontja le egy exoszóma, a 3’-töredéket az 5’-végtől az 5’-3’-exonukleáz 1 (XRN1) bontja le. Az mRNS disszociációja a RISC-től további mRNS-ek csendesítését teszi lehetővé. E disszociációt valószínűleg az ATP-hidrolízis által segített külső faktorok segítik.
Néha a cél-mRNS nem bomlik le. Egyes esetekben az endonukleolitikus foszfodiészterváz-bontást a bontás helye körül a siRNS és a cél-mRNS közti eltérések gátolhatják. Máskor az Argonaute-fehérjék tökéletes mRNS–siRNS párosodás esetén se rendelkeznek endonukleázaktivitással tökéletes mRNS–siRNS-párosodás esetén. Ekkor a génexpressziót miRNS-indukált mechanizmus gátolja.

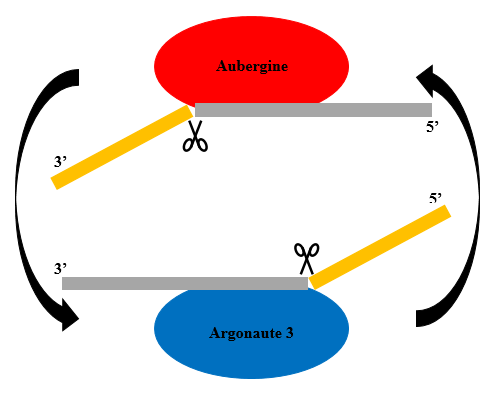
A Ping-Pong-módszer egyszerűsített változata, ahol az Aubergine (Aub) és az Argonaute-3 (Ago3) bontja a piRNS két végét.

A Piwi-kölcsönható RNS-ek (piRNS) transzpozonokat csendesítenek, ők nem siRNS-ek. Ezek 21–35 nt hosszú ncRNS-ek 2019-ben felfedezett osztálya. A génexpresszió-szabályzásban, a transzpozoncsendesítésben és a vírusfertőzés-gátlásban fontos. Korábban az ncRNS-ek „sötét anyagának” tekintették, és több sejtfunkcióban fontosak számos élőlényben.

### Transzkripciós géncsendesítés
Számos modellszervezet, például a növények (Arabidopsis thaliana), az élesztő (Saccharomyces cerevisiae), a legyek (Drosophila melanogaster) és a férgek (Chaenorhabditis elegans) használatosak kisnemkódoló-RNS-irányított transzkripciós géncsendesítéshez. A humán sejtekben az RNS-irányított transzkripciós géncsendesítést 2016-ban figyelték meg, mikor exogén siRNS-ek GFP-riportergénes transzgenikus elongációs faktor 1α-promotert inhibeáltak. Ennek fő RNSi-vel történő mechanizmusai a DNS-metiláció, a hisztonok poszttranszlációs módosulásai és a kromatin-újramodellezés a célgén körül egy DNS-régióban.

## Allélspecifikus géncsendesítés
A siRNS-ek lehetséges használata a cél- és nemcélszekvenciák egynukleotidos eltérés alapján való megkülönböztetése. Ez terápiás szempontból fontos a domináns funkciószerzéses rendellenességek csendesítésére, ahol a betegségokozó mutáns allél 1 nukleotidban tér el a vad típusútól. Ezen egynukleotidos eltérést megkülönböztető siRNS-ek allélspecifikus siRNS-ek.
Az ASP-RNSi új RNSi-kategória, melynek célja a domináns mutáns allél szupressziója a megfelelő normál allél expressziójának megtartásával egynukleotidos különbségeik alapján való specificitással. Az ASP-siRNS-ek új és feltehetően jobb alternatívák lehetnek autoszomális domináns genetikai rendellenességek kezelésére, ha a vad típusú allél expressziója a túlélés szempontjából fontos, például a Huntington-kór (HD), a DYT1-disztónia (Gonzalez-Alegre et al. 2003, 2005), az Alzheimer-kór (Sierant et al. 2011), a Parkinson-kór (PD) (Takahashi et al. 2015), az amiloid-laterálszklerózis (Schwarz et al. 2006) és a Machado–Joseph-kór esetén (Alves et al. 2008). Terápiás jelentőségüket bizonyos bőrbetegségek, például az epidermolysis bullosa simplex (Atkinson et al. 2011), az epidermolitikus palmoplantáris keratoderma (Lyu et al. 2016) és az I-es típusú mátrix-cornealisdisztrófia (LCDI) kezelésére (Courtney et al. 2014).

## Nemspecifikushatás-elkerülés
Az RNSi sok más útvonallal kölcsönhat, 2010-ig ezért alkalmanként nem specifikus hatásokat okozott a kísérleti siRNS-bevitel. Ha egy emlőssejt kétszálú RNS-t, például siRNS-t kap, vírusmelléktermékként értelmezheti, immunválaszt okozva. Továbbá mivel a hasonló szerkezetű mikro-RNS-ek nagyrészt nem teljesen komplementer bázispárok kölcsönhatásával hatnak a cél-mRNS-re, a siRNS-beadás nem kívánt célhibát okozhat. A siRNS kémiai módosítása is megváltoztathatja a termodinamikai tulajdonságokat és így az egynukleotidos specificitást.

### Veleszületett immunitás
Túl sok siRNS bevitele a veleszületett immunválasz miatt okozhat nem specifikus eseményeket. A legtöbb bizonyíték szerint ezt a PKR dsRNS-szenzor okozza, de a retinsav-indukálható gén I (RIG-I) is érintett lehet. A TLR7 általi citokinindukciót is észleltek. A kémiai siRNS-módosítást immunválasz-csökkentéshez használják a génfunkcióban és terápiásan. A nem specifikus hatások egy lehetséges csökkentési módja a siRNS miRNS-sé alakítása. A miRNS-ek a természetben előfordulhatnak, és ezen endogén út révén hasonló génknockdown érhető el alacsony siRNS-koncentráció és alacsonyabb nem specifikus hatások mellett.

### Eltérés a céltól
A céltól való eltérés is kihívás a siRNS-ek génknockdownra való használatában. Ekkor nem teljesen komplementer géneket csökkent a siRNS (vagyis miRNS-ként működik) adatinterpretációs és lehetséges toxicitást okozva. Ez azonban részben kezelhető megfelelő kontrollkísérletekkel, és siRNS-tervező algoritmusokat fejlesztenek. A genomszintű expresszióelemzés például mikroarray-kkel ennek ellenőrzésére és az algoritmusok pontosítására használható. Dr. Hvorova és társai 2006-os tanulmánya 6 vagy 7 bázispáros szakaszegyezéstt mutatott ki a 3’UTR-ekben nem megfelelően megtalált gének esetén. A siRNA-célok előrejelzésének eszköze ASPsiRNA-erőforrásként érhető el.

### Adaptív immunválasz
A tiszta RNS-ek rossz immuogének lehetnek, de az RNS-fehérje komplexekkel szemben könnyen készülhet antitest. Sok autoimmun betegségben ilyen antitestek vannak jelen. Nem ismert fehérjéhez kötött siRNS elleni antitest. Egyes siRNS-beviteli módszerek polietilén-glikolt (PEG) adnak az oligonukleotidhoz, csökkentve az exkréciót és növelve a felezési időt. Azonban egy nagy III. fázisbeli kísérletet a IX. faktort célzó PEG–RNS-aptamer kombinációval a Regado Biosciencesnek le kellett állítania a PEG-lal szembeni súlyos anafilaxiás reakció miatt, mely egyes esetekben halált okozott, és jelentős kérdéseket vet fel a siRNS-bevitelhez PEG-oligonukleotidok esetén.

### RNSi-telítődés
A siRNS-transzfekció sejtekbe általában sok gén expresszióját csökkenti, azonban génerősítést is megfigyeltek. Ezt részben az endogén miRNS-ek előrejelzett géncélpontjai magyaráznak. Több mint 150 siRNS-transzfekciós kísérlet számítógépes elemzése alapján az exogén siRNS-ek telíthetik az endogén RNSi-t, az endogén miRNS-szabályzott gének derepresszióját okozva. Így míg a siRNS-ek nem kívánt nem specifikus hatásokat válthatnak ki – a siRNS–cél részleges egyezés miatti mRNS-csökkentést –, az RNSi-telítődés további nem specifikus hatás, mely a miRNS-szabályzott gének derepressziója miatt jelentkezik, és adatinterpretációs problémákat és toxicitást okozhat.

## Kémiai módosítás

A kémiai siRNS-módosítást terápiás tulajdonságaik javítására használják. A siRNS a hatás helyére adandó a célszövetek sejtjeiben, hogy az RNSi terápiás célját betöltse. A kézzel frissülő, minden ilyen módosítást tartalmazó adatbázis a siRNAmod. A kémiai siRNS-módosítás okozhat egynukleotidosspecificitás-vesztést.

## Terápiás alkalmazások és kihívások
Mivel gyakorlatilag bármilyen gént képes csendesíteni, a siRNS-alapú RNSi-t az alapkutatásban és az alkalmazott biológiában is használják.
Az egyik legnagyobb kihívás a siRNS- és RNSi-alapú terápiában a sejtbe juttatás. A siRNS ezenkívül instabil és farmakokinetikailag is könnyen bomlik. A nanorészecskékkel történő bevitel ígéretes lehet. A siRNS-oligonukleotidokat in vivo a plazma- és szöveti endo- és exonukleázok könnyen bontják, és lokálisan, például szemben csak kevéssé hatékonyak. A tiszta DNS célba juttatása nehéz, mivel nagy méretük és szerkezetük akadályozza a membránközi diffúziót. A siRNS-oligomerekkel ez megoldható kis (21–23 nt) méretük miatt. Ez lehetővé teszi a nanovektorokkal történő szállításukat.
Egy jó siRNS-nanovektornak a siRNS-t a bontástól védenie kell, a célszervben dúsítania kell és a sejtbe való felvételét meg kell könnyítenie. A három fő siRNS-nanovektor-csoport: lipidalapú, nem lipidalapú szerves és szervetlen. A lipidalapú nanovektorok szilárd tumorokhoz való siRNS-szállításhoz jók, de más tumorok nem lipidalapú szerves (például ciklodextrinalapú) nanorészecskéket igényelhetnek.
A lipidalapú nanorészecskékkel szállított siRNS-ek használhatók lehetnek terápiásan a központi idegrendszeri rendellenességek ellen. Ezek nem ritkák, de a vér-agy gát gyakran akadályozza a potenciális szerek hozzáférését az agyhoz. Az effluxfehérjéket célzó és csendesítő siRNS-ek növelhetik ennek permeabilitását. A lipidalapú nanovektorral adott siRNS teljesen átmehet a vér-agy gáton.
Nagy nehézség a siRNS-szállításban a hibás célzás. Mivel a gének mindkét irányban olvashatók, még a kívánt antiszenz siRNS olvasása és a cél-mRNS-blokkolás esetén is célozhat más funkcióban fontos másik fehérjét a szenz szál.
Az első 2 terápiás RNSi-kísérlet (a kor miatti makuladegeneráció (AMD) ellen) alapján a siRNS-ek jól tolerálhatók és megfelelő farmakokinetikai tulajdonságaik vannak.
Egy 1. fázisbeli klinikai kísérletben 41 előrehaladott májáttétes rákos betegnek RNSi-t adtak lipid-nanorészecskékkel. Az RNSi a tumorsejtek növekedésében két fontos fehérjét érintett, a vaszkuláris endotél növekedési faktort (VEGF) és a kinezin-orsófehérjét (KSP). Az eredmények klinikai előnyöket mutattak, a rák 6 hónap után stabilizálódott, egyes betegekben visszahúzódott az áttét. A biopsziaminták farmakodinamikai elemzése a mintákban RNSi-szerkezeteket mutatott ki, vagyis a részecskék elérték céljukat.
Kezdeti kísérletek alapján az Ebolára célzott siRNS-ek hatékonyak lehetnek kitettség utáni humán profilaxisban, miután minden állat a zaire-i ebolavírus, a leghalálosabb törzs letális dózisát túlélet.

### Jogi státusz és lehetséges problémák a közeljövőben
2022-ben a siRNS-t kémiailag állítják elő, így az EU-ban és az USA-ban egyszerű gyógyszerek. De mivel fejlesztés alatt állnak biológiailag előállított siRNS-ek (BERA), ezek – legalábbis az EU-ban – biológiai gyógyszerek lennének. A BERA-technológia fejlődése felveti a hasonló hatásmechanizmusú, de kémiailag, illetve biológiailag termelt szerek besorolásának megoldandó kérdését.

## Intracelluláris szállítás
Az RNSi terápiásan igen hasznos lehet a reverzibilis géncsendesítésre. Az RNSi terápiás potenciáljához a siRNS a hatás helyére adandó be a célszövet sejtjeiben. Azonban a biztonságos és hatékony szállítási módszer a siRNS-alapú terápiák teljes kihasználásának nagy akadálya. A módosítatlan siRNS instabil a véráramban, immunogén lehet, és nehezen tud áthatolni sejtmembránokon. Ezért kémiailag változtatják vagy szállítóeszközöket használnak a biztos bevitelre. 3 fő technika van a siRNS-szállításra eltérő hatékonysággal és toxicitással.

### Transzfekció
Itt a siRNS először megtervezendő a célgénnel szemben. Ezután az hatékonyan szállítandó transzfekciós protokollon keresztül. Ez általában kationos liposzómák, polimer-nanorészecskék és lipidkonjugáció révén történik. Előnye, hogy a legtöbb sejttípushoz siRNS-t tud adni, hatékony, reprodukálható és forgalomban kapható. A leggyakoribb transzfekciós reagensek a lipofektamin és a Neon Transfection. Azonban nem minden sejttípussal kompatibilis és in vivo kevéssé hatékony.

### Elektroporáció
Elektromos pulzusokat is használnak a siRNS sejtbe szállításához. A sejtmembrán foszfolipidekből áll, melyek szuszceptibilissé teszik elektromos mezőre. Gyors, erős elektromos pulzusok esetén a lipidmolekulák átrendeződnek és a hevítés miatt termikus fázisátmenetek történnek. Így hidrofil pórusok és lokalizált perturbációk jelennek meg a lipid kettősrétegben, mely ideiglenesen elveszti szemipermeabilitását. Ez sok sejten belüli anyag, például ionok és metabolitok eltávozását és a gyógyszerek, molekulatesztek és nukleinsavak felvételét teszi lehetővé. Nehezen transzfektálható sejteknél az elektroporáció előnyös, de valószínűbb az apoptózis.
Ezt használták VEGF-célzó siRNS szállítására tumorxenograftokba csupasz egereken, jelentősen csökkentve a tumornövekedést.

### Vírusmediált szállítás
A transzfektált tervezett siRNS géncsendesítő hatása általában átmeneti, de ez megoldható RNSi-megközelítéssel. A siRNS DNS-templátoktól való szállítása retrovírus-, adenoasszociált vírus-, adenovírus- és lentivírus-alapú rekombináns vírusvektorokkal történhet. Ez utóbbi a leghatékonyabb stabilan siRNS-t célsejtekbe szállító vírus, mivel nem osztódó sejteket transzdukálhat, és közvetlenül célozhatja a magot. E vírusvektorokat a transzfekcióra nem megfelelő siRNS-ek hatékony sejtekbe szállítására hozták létre. Egy másik szempont, hogy egyes esetekben a szintetikus vírusvektorok a siRNS-t a sejtgenomba integrálhatják, stabil siRNS-expressziót és hosszútávú génknockdownt létrehozva. Ez előnyös, mivel in vivo használható, és hatékony a nehezen transzfektálható sejtekben. Azonban antivirális válaszokat válthat ki egyes sejttípusokban, mutagén és immunogén hatásokat okozva.
Használható lehet a központi idegrendszer géncsendesítésére a Huntington-kór kezelésében.

## Terápiák
10 évvel az RNSi-mechanizmus 1993-as felfedezése után a gyógyszerszektor sokat fektetett a siRNS-terápiák kutatásába és fejlesztésébe. Ezeknek számos előnyük van a kismolekulákkal és az antitestekkel szemben. Negyed- vagy félévente adhatók, ezenkívül a kismolekulákkal és az adott fehérjeszerkezet felismerését igénylő monoklonális antitestekkel szemben a siRNS Watson–Crick-bázispárosodással működik az mRNS-sel. Így bármely nagy affinitással és specificitással kezelhető célmolekula kiválasztható elérhető megfelelő nukleotidszekvencia esetén. Az egyik legnagyobb probléma a terápiához használható szállítórendszer azonosítása és létrehozása, valamint az volt, hogy az immunrendszer gyakran az RNSi-terápiákat fertőző anyagok maradványaként kezeli, immunválaszt okozva. Az állatmodellek nem mutatják pontosan az emberben látható immunválaszt, és a befektetők elfordultak az RNSi-től.
De néhány cég tovább folytatta a humán RNSi-terápia fejlesztését. Az Alnylam Pharmaceuticals, a Sirna Therapeutics és a Dicerna Pharmaceuticals 3 továbbra is az RNSi-terápiák piacra vitelén dolgozó cég. Kiderült, hogy a legtöbb vérbe adott siRNS-terápia a májban jelent meg, így a legtöbb korai gyógyszercélpont májbetegség volt. További fejlesztések az RNS-összetétel azon javításáról szóltak, melyek csökkentik az immunválaszt, így a mellékhatásokat. Alább néhány elfogadott vagy kísérleti terápia található.

### Alnylam Pharmaceuticals
2018-ban az Alnylam Pharmaceuticals volt az első cég az FDA által elfogadott siRNS-terápiával. A patisziránt (Onpattro) öröklött transztiretinmediált amiloidózisos polineuropátia kezelésére fogadták el emberben. A hATTR ritka, fokozatosan bénító betegség. Lefolyása során hibás transztiretin kerül az extracelluláris térbe. Normál esetben a TTR-tetramerek 4 monomerből állnak, a hATTR-t a TTR gén öröklött mutációja vagy hibája okozza, mely miatt instabil lesz a tetramer, így monomerekként gyűlik össze, és oldhatatlan amiloidraktárak képződnek. Az amiloidfelhalmozódás tünetei a különböző szervrendszerekben kardiomiopátia, polineuropátia, emésztőrendszeri diszfunkció. Világszerte 50 000 embert érint. A gyógyszer májba adásához a siRNS lipid-nanorészecskébe kerül. Ez az amiloidtermelést a nem megfelelő TTR-RNS-termeléssel kölcsönhatva állítja le. Ez megakadályozza a fehérjék szervekben való felhalmozódását és segíti a betegség kezelését.
A hagyományos standard megoldás a májátültetés, azonban hatékonyságát az állandó vadtípusútransztiretin-termelés korlátozhatja. Ezenkívül kismolekulás gyógyszerek is vannak ideiglenes kezelésként. Az Onpattro megjelenése előtt a hATTR kezelési lehetőségei korlátozottak voltak, elfogadása után az FDA az Alnylamnak adta a Breakthrough Therapy Designationt súlyos betegségeket kezelő, a meglévő terápiáknál sokkal jobb gyógyszeréért. Ezenkívül megkapta az Orphan Drug Designationt a 200 000-nél kevesebb embert érintő betegségek biztonságos kezeléséért.
Az Onpattro mellett másik RNSi-terápiásszer is megjelent, a transztiretinszintézis-gátló partizirán. E RNSi-terápiásszer a RISC-hez kötött kis kölcsönható RNS-ek általi mRNS-bontást a mutáns és vad típusú transztiretin termelésének csökkentésére használja a transztiretin-mRNS 3’-fordítatlanrégiójának bontásával.
2019-ben elfogadta az FDA a második RNSi-terápiát, a givoziránt (Givlaari) akut májporphyria kezelésére. Ezt a hemtermeléskor kialakuló mérgező porfobilinogén felhalmozódása okozza. Különböző szervekben halmozódik fel, ez okozza az AHP tüneteit vagy epizódjait. A Givlaari a hemtermelés korai lépésében fontos aminolevulinsav-szintáz 1 (ALAS1) májenzim expresszióját, így az AHP-tüneteket okozó neurotoxikus köztitermékek szintjét csökkentő siRNS.
Több év kutatás után ismertebbek lettek a siRNS-terápiák hatásai a májat érintőkön túl. 2019-ben az Alnylam Pharmaceuticals az amiloidózis és a központi idegrendszeri betegségek, például a Huntington- és Alzheimer-kór kezelésére alkalmas terápiákat kutatott. Ezenkívül összefogott a Regeneron Pharmaceuticalsszal központi idegrendszeri, szem- és májbetegségek kezelésére.
2020-ban az Onpattro és a Givlaari forgalomban voltak, és két siRNS, a lumazirán (ALN-GO1) és az inklizirán új gyógyszerjelöltként szerepelt az FDA-nál. Több siRNS 3. fázisú klinikai kísérletekben van, és sok további korai fejlesztés alatt áll. 2020-ban az Alnylam és a Vir egy súlyos Covid-19-eseteket kezelő RNSi-terápián való közreműködésben partnerek lettek.
További sikeresen siRNS-terápiákat fejlesztő társaságok a Dicerna Pharmaceuticals, az Eli Lilly and Company partnere és az Arrowhead Pharmaceuticals, a Johnson and Johnson partnere. Több további nagy gyógyszercég, például az Amgen és az AstraZeneca szintén befektettek a siRNS-terápiákba a biológiai gyógyszerek e területének lehetséges sikere alapján.

## Fordítás
- Ez a szócikk részben vagy egészben  a   Small interfering RNA című angol Wikipédia-szócikk ezen változatának fordításán alapul.  Az eredeti cikk szerkesztőit annak laptörténete sorolja fel. Ez a jelzés csupán a megfogalmazás eredetét és a szerzői jogokat jelzi, nem szolgál a cikkben szereplő információk forrásmegjelöléseként.